# Abgeordneter
Ein Abgeordneter oder Parlamentarier (auch Repräsentant, Deputierter oder Volksvertreter) ist eine von Wahlberechtigten in eine Versammlung, z. B. Parlament oder Nationalversammlung, gewählte Person.

## Allgemeines
Abgeordnete sind von Wahlmännern abzugrenzen. Während Abgeordnete für eine bestimmte Dauer die Wähler vertreten, haben Wahlmänner lediglich eine Stimme in einer einzelnen konkreten Wahl. Sofern Abgeordnete einem Imperativen Mandat unterliegen, spricht man von Räten. Lediglich umgangssprachlich spricht man bei den Mitgliedern kommunaler Selbstverwaltungsgremien von Abgeordneten. Abgeordnete können frei gewählt werden, jedoch können Abgeordnete auch aus Scheinwahlen hervorgehen, ernannt werden oder das Mandat qua Amt oder Geburt erhalten.
Abgeordnete genießen in den meisten Staaten juristische Immunität, d. h., sie unterliegen nicht der Strafverfolgung, soweit nicht das Parlament ein Verfahren zur Aufhebung der Immunität vorgenommen hat. Aufgrund des Grundsatzes der Indemnität können sie für Äußerungen im Parlament grundsätzlich nicht außerhalb des Parlaments zur Verantwortung gezogen werden. Sie erhalten üblicherweise eine Abgeordnetenentschädigung.
Die Vereidigung der Abgeordneten, der Abgeordneteneid war früher üblich, ist heute jedoch in Demokratien eine Randerscheinung.

## Situation in einzelnen Ländern

### Deutschland
In Deutschland werden die Mitglieder des Deutschen Bundestages (Bundestagsabgeordnete) alle vier Jahre in allgemeiner, unmittelbarer, freier, gleicher und geheimer Wahl gewählt, und sind als Vertreter des ganzen deutschen Volkes weder an Aufträge noch an Weisungen gebunden und nur ihrem Gewissen unterworfen (Freies Mandat). Diesem Prinzip steht jedoch die in der Praxis zu beobachtende Fraktionsdisziplin gegenüber.
Die gewählten Abgeordneten des Landtages eines Bundeslandes in Deutschland werden als Mitglied des Landtages bzw. in Berlin auch als Abgeordnete bezeichnet, weil das Berliner Landesparlament das Abgeordnetenhaus ist. Die Kurzbezeichnungen für die entsprechenden Abgeordneten der Landesparlamente sind MdL (Mitglied des Landtags), MdA (Mitglied des Abgeordnetenhauses von Berlin), MdBB (Mitglied der Bremischen Bürgerschaft) und MdHB (Mitglied der Hamburgischen Bürgerschaft).
Ein Abgeordneter muss volljährig sein und die deutsche Staatsangehörigkeit besitzen. Weitere Voraussetzungen zum passiven Wahlrecht ergeben sich aus den jeweiligen Gesetzen.
Das Niedersächsische Kommunalverfassungsgesetz bezeichnet auch die Mitglieder der Vertretungskörperschaften als Abgeordnete.

### Österreich

#### Allgemeines
In Österreich wird ein Abgeordneter auch als Mandatar (lat. „Beauftragter“) bezeichnet. Er wird gewählt und in eine der öffentlich-rechtlichen Körperschaften entsandt. Es gibt Abgeordnete zum Nationalrat und zu den Landtagen. Da die Ländervertreter im Bundesrat nicht direkt gewählt werden, bezeichnet man sie als Mitglieder des Bundesrates und nicht als Abgeordnete.
Die Rechte und Pflichten sind in Bundesgesetzen und den entsprechenden Landesgesetzen geregelt. Beispiele sind die Immunität, die einem Abgeordneten einen Schutz gegen gerichtliche Verfolgung bietet, oder das Bezügegesetz, das die Bezüge und Aufwandsentschädigungen regelt.

#### Wilder Abgeordneter
Als wilder Abgeordneter wird bezeichnet, wer zwar zur Zeit der Wahl auf der Kandidatenliste einer Partei stand, aber später aus dieser austrat. Da er aber vom Volk gewählt wurde, behält er sein Mandat. Er unterliegt keiner Klubdisziplin und kann, wie üblich gem. Art. 38 I S. 2 nach seinem Gewissen entscheiden. Sind die Mehrheitsverhältnisse knapp, so kann er damit zum „Zünglein an der Waage“ werden.

### Italien
In Italien werden die Mitglieder der ersten Kammer des Parlaments als Abgeordnete deputati bezeichnet. Sie werden mit onorevole („Ehrwürdiger“) angesprochen. In Südtirol wird der Begriff, wie in Österreich, weiter aufgefasst.

### Europäische Union
Die gewählten Abgeordneten des Europäischen Parlaments werden als Mitglied des Europäischen Parlaments (MdEP) oder inoffiziell als Europaabgeordnete bezeichnet. Sie werden seit 1979 alle fünf Jahre in Europawahlen direkt gewählt; zuvor wurden die Mitglieder des EU-Parlaments von den Parlamenten der Mitgliedsstaaten bestimmt.
Derzeit umfasst das Europäische Parlament 736 Abgeordnete.

### Vereinigte Staaten
In den USA werden insbesondere die gewählten Mitglieder des Repräsentantenhauses – i. e. die zweite Kammer des Kongresses, also des US-Parlaments – als „Abgeordnete“ bzw. genauer: „Kongressabgeordnete“ (engl. Congressman/-woman), seltener auch als „Repräsentanten“ (Representatives), bezeichnet.
Zwar ist auch der US-Senat – i. e. die erste Kammer des US-Parlaments – Teil des Kongresses; jedoch werden dessen Mitglieder nicht als Abgeordnete bezeichnet, sondern als „Senatoren“ (Senators); vgl. auch Senat.